# 국방물자생산법
국방물자생산법(國防物資生産法, 영어: Defense Production Act of 1950)은 한국 전쟁이 발발한 시기인 1950년 9월 8일에 제정된 미국의 연방법이다. 이 법의 제정은 미국이 냉전 당시에 실시한 전쟁 동원령 관련 정책 중 하나로 국가비상사태 시 정부가 산업을 직접적으로 통제 할 수 있는 권한을 부여할 수 있게 하는 법률이다.

## 같이 보기
- 범유행(팬데믹)
- 감염 관리